# Team Löwik Meubelen/2007
Deze pagina geeft een overzicht van de wielerploeg Team Löwik Meubelen in 2007.
| Naam                          | Geboortedatum | Nationaliteit | Ploeg 2006            |
| ----------------------------- | ------------- | ------------- | --------------------- |
| Bart Boom                     | 02-01-1972    | Nederland     |                       |
| Robin Chaigneau (vanaf 01.08) | 02-09-1988    | Nederland     | Stagiair              |
| Tim Dees                      | 21-05-1988    | Nederland     | Neoprof               |
| Rick Fransen                  | 05-12-1985    | Nederland     |                       |
| Marc Hester                   | 28-06-1985    | Denemarken    | Elite zonder contract |
| René Hooghiemster             | 30-06-1986    | Nederland     | Neoprof               |
| Mitchell Huenders             | 12-07-1988    | Nederland     | Neoprof               |
| Jenning Huizenga              | 29-03-1984    | Nederland     | Cyclingteam Jo Piels  |
| Lars Jun                      | 10-06-1987    | Nederland     |                       |
| Sebastiaan Kamphuis           | 09-02-1987    | Nederland     | Neoprof               |
| Jasper Lenferink              | 02-12-1982    | Nederland     |                       |
| Marc Lotz (vanaf 01.03)       | 19-10-1973    | Nederland     | Schorsing             |
| Peter Olde Dubbelink          | 07-01-1980    | Nederland     | Elite zonder contract |
| Cornelius van Ooijen          | 23-02-1986    | Nederland     | Unibet - Davo         |
| Sander Oostlander             | 25-11-1984    | Nederland     |                       |
| Niels Pieters                 | 20-09-1985    | Nederland     | B&E Cycling Team      |
| Marc Reef                     | 22-03-1986    | Nederland     |                       |
| Paul de Rooij                 | 13-12-1984    | Nederland     | Neoprof               |
| Jeff Vermeulen (vanaf 01.08)  | 07-10-1988    | Nederland     | Stagiair              |